# Adobo arequipeño
El adobo arequipeño, también llamado adobo de chancho, chancho en adobo o, simplemente, adobo, es un plato típico de la cocina peruana, oriundo de la zona de Arequipa, aunque también es tradicional en el departamento de Tacna y la sierra de Ayacucho.

## Historia
Según el historiador Enrique Ramírez Angulo, el adobo arequipeño fue inventado en el distrito de Cayma aproximadamente en 1525, quince años antes de la fundación española de la ciudad de Arequipa.

## Descripción
Se trata de un adobo de carne de cerdo, lomo o pierna, marinada en especias, como ajo, ají panca o rocoto, y vinagre o chicha de guiñapo, la cual se cuece en una olla de barro con el líquido donde se ha marinado. También se puede hornear en vez de freír y cocer, aunque untado en una mezcla de manteca y ají panca Suele servirse en el desayuno. Se acompaña con pan de tres puntas, que sirve para mojar en la salsa. En Arequipa, solamente se acompaña con el pan típico de tres puntas y una taza de té «piteado» o anís «Nájar». 
En otras ciudades incluyen camotes cocidos y arroz blanco.